# Kurt Gebauer
Kurt Gebauer (* 19. Juni 1909 in Friedeberg am Queiss, Landkreis Löwenberg, Provinz Schlesien; † 18. Dezember 1942) war ein deutscher Klassischer Archäologe.
Kurt Gebauer studierte nach dem Besuch des Gymnasiums in Zittau bis zur Reifeprüfung 1929 zunächst je ein Jahr in Basel und Berlin und anschließend in München Klassische Archäologie, Klassische Philologie und Alte Geschichte. Am 31. Januar 1935 wurde er bei Ernst Buschor mit einer Arbeit zum Thema Alexanderbildnis und Alexandertypus promoviert.
Danach begann er mit einem Werkvertrag zusammen mit Richard Eilmann die Bearbeitung der frühattischen Vasen aus dem 1936 für die Berliner Antikensammlung erworbenen sogenannten „Aegina-Fund“. Die Publikation erschien 1938 als zweiter Band des Corpus Vasorum Antiquorum Deutschland. Gleichzeitig begann er seine Mitarbeit an den Ausgrabungen des Deutschen Archäologischen Instituts im Kerameikos in Athen. Von 1939 bis zu seinem Tod leitete er als Assistent an der Abteilung Athen des Deutschen Archäologischen Instituts die Kerameikos-Grabung. Hier begann er mit der Grabung an den Staatsgräbern vor dem Dipylon. Ferner befasste er sich mit topographischen Studien in der Gegend von Epidauros. Basileios Petrakos bringt ihn mit dem Verschwinden einer schwarzfigurigen Tonpinax aus dem Kerameikos-Museum in Zusammenhang, jedoch hatte er nach anderen Quellen nichts damit zu tun. Er kam 1942 bei einem Flugzeugabsturz ums Leben.

## Schriften
- Alexanderbildnis und Alexandertypus. In: Mitteilungen des Deutschen Archäologischen Instituts, Athenische Abteilung. 63/64, 1938/39, ISSN 0342-1295, S. 1–106.
- Forschungen in der Argolis. In: Archäologischer Anzeiger. 1939, Sp. 268–294.
- Neue Ausgrabungen in der Epidauria. In: Neue Jahrbücher für Antike und deutsche Bildung. 3 = 115, 1940, ZDB-ID 217908-8, S. 180–188.
- Ausgrabungen im Kerameikos. In: Archäologischer Anzeiger. 1940, Sp. 308–362.
- Grabung vor dem Dipylon. In: Archäologischer Anzeiger. 1942, Sp. 203–258.
- mit Richard Eilmann: Corpus Vasorum Antiquorum. 7: Deutschland. 2: Berlin, Antiquarum. Bd. 1. C. H. Beck, München 1938.

## Belege
1. ↑  Das Schicksal der griechischen Kulturschätze während der deutschen Besatzungszeit im Zweiten Weltkrieg (Memento des Originals vom 4. April 2010 im Internet Archive)  Info: Der Archivlink wurde automatisch eingesetzt und noch nicht geprüft. Bitte prüfe Original- und Archivlink gemäß Anleitung und entferne dann diesen Hinweis. von Basileios Petrakos.
2. ↑  Roland Hampe in: Gnomon. 22, 1950, S. 6 („Bei einer Führung wurde der sf. Pinax Inv. Nr. 677 entwendet“) und Durch Krieg und Besatzungstruppen hervorgerufene Schäden an den Altertümern (griech.), Athen 1946, S. 6.

| Personendaten    | Personendaten                                                             |
| ---------------- | ------------------------------------------------------------------------- |
| NAME             | Gebauer, Kurt                                                             |
| KURZBESCHREIBUNG | deutscher Klassischer Archäologe                                          |
| GEBURTSDATUM     | 19. Juni 1909                                                             |
| GEBURTSORT       | Friedeberg am Queiss, Landkreis Löwenberg in Schlesien, Provinz Schlesien |
| STERBEDATUM      | 18. Dezember 1942                                                         |